# Mein Babysitter ist ein Vampir (Fernsehserie)
Mein Babysitter ist ein Vampir (Originaltitel: My Babysitter’s a Vampire) ist eine kanadische Jugendserie mit Fantasy- und Horrorelementen aus dem Jahr 2011. Sie basiert auf dem gleichnamigen Fernsehfilm von 2010.

## Vorgeschichte
Die Serie setzt den gleichnamigen Spielfilm fort und handelt vom Teenager Ethan Morgan, der herausgefunden hat, dass sein Babysitter Sarah ein Vampir ist. Er selbst ist ein Seher und sein bester Freund Benny ein Zauberer. Die Serie handelt von ihren Abenteuern an der High School, wo sie auf allerlei übernatürliche Wesen wie Zombies, Dämonen und Geister treffen.

## Charaktere

### Hauptfiguren
- Ethan Morgan (Matthew Knight) ist ein schulschlauer Junge, dem es aber an sozialen Fertigkeiten fehlt. Er ist mutig und setzt sich für seine Freunde ein. Ethan ist ein Seher, der bei Berührung Visionen aus der Vergangenheit oder Zukunft erhält. Mit seinen Kräften kämpft er gegen die übernatürlichen Mächte in seinem Heimatort, muss aber auch noch lernen wie er sie richtig einsetzen kann. Er ist in Sarah verliebt
- Sarah (Vanessa Morgan) ist eine Freundin von Ethan, die aber wegen Ethans oft reichlich kindischem Benehmen auch als sein Babysitter fungiert, Sie ist ein „Bissling“, eine Art Vorstadium zum Vampir. Sie hat zwar einige Vorzüge des Vampirdaseins, ist aber kein vollwertiger Vampir, weil sie noch kein Menschenblut getrunken hat. Sie versucht ein ganz normaler Teenager zu sein, was ihr auf Grund ihrer Kräfte aber nur selten gelingt. Am Ende der ersten Staffel wird sie zum Vampir, als sie Ethan vor einem Biss retten muss.
- Benny Weir (Atticus Mitchell) ist Ethans bester Freund. Er hat ein großes Fachwissen, das leider nur Science-Fiction, Comics und Videospiele betrifft. Benny ist pubertär und hinter allen Mädchen der High School her, vor allem hat er ein Auge auf Erica geworfen. Benny ist Zauberer, eine Gabe, die er von seiner Großmutter, einer „Erdpriesterin“ (in etwa mit einer „Neuen Hexe“ vergleichbar) geerbt hat. Benny beherrscht die Magie jedoch noch nicht, so dass einiges an seinen Zaubersprüchen schiefgeht.
- Rory (Cameron Kennedy) ist ein frisch erschaffener Vampir, der noch versucht sich in seiner Rolle zurechtzufinden. Früher, als Mensch, war er einer der besten Freunde von Benny und Ethan. Er versucht dies weiterhin aufrechtzuerhalten, überschätzt sich jedoch in vielerlei Hinsicht selbst. Er hat außerdem wenig Skrupel, seine Vampirkräfte zu seinem Vorteil auszunutzen. Rory verliebt sich in Erica, die seine Gefühle jedoch nur ausnutzt.
- Erica (Kate Todd) war Sarahs beste Freundin, bevor sie zu einem Vampir wurde. Wie Rory hat sie kaum Skrupel und genießt ihr Leben als Untote. Sie gibt sich sexy und verführerisch, auch um von ihrem früheren Nerd-Dasein abzulenken. Obwohl sie betrügerisch und manipulativ ist, versucht sie immer noch ihre Freundschaft zu Sarah aufrechtzuerhalten.

### Nebenfiguren
- Samantha Morgan (Laura DeCarteret) ist die Mutter von Ethan und Jane.
- Ross Morgan (Ari Cohen) ist der Vater von Ethan und Jane.
- Grandma (Joan Gregson) ist Bennys Großmutter. Ihr Name ist Evelyn. Sie ist eine Hexe und hilft ihrem Enkel seine neu entwickelten Kräfte zu beherrschen.
- Jane Morgan (Ella Jonas Farlinger) ist Ethans acht Jahre alte Schwester.

## Besetzung und Synchronisation
| Rolle           | Schauspieler         | Hauptrolle | Nebenrolle | Synchronsprecher  |
| --------------- | -------------------- | ---------- | ---------- | ----------------- |
| Ethan Morgan    | Matthew Knight       | 1–2        |            | Patrick Baehr     |
| Sarah           | Vanessa Morgan       | 1–2        |            | Kaya Marie Möller |
| Benny Weir      | Atticus Mitchell     | 1–2        |            | Konrad Bösherz    |
| Rory            | Cameron Kennedy      | 1–2        |            | Christian Zeiger  |
| Erica           | Kate Todd            | 1–2        |            | Marieke Oeffinger |
| Samantha Morgan | Laura DeCarteret     |            | 1–2        | Frank Röth        |
| Ross Morgan     | Ari Cohen            |            | 1–2        | Antje von der Ahe |
| Jane Morgan     | Ella Jonas Farlinger |            | 1–2        |                   |
| Grandma         | Joan Gregson         |            | 1–2        | Ulrike Lau        |

## Produktion und Ausstrahlung
Die Serie wurde von Fresh TV, der Produktionsfirma von 6teen und Total Drama in Auftrag gegeben. In Kanada wurde die Serie erstmals am 28. Februar 2011 auf dem französischsprachigen Sender Télétoon ausgestrahlt. Die englischsprachige Ausstrahlung erfolgte am 14. März 2011 auf dem zur gleichen Sendegruppe gehörenden Sender Teletoon. Am 27. Juni 2011 folgte eine Veröffentlichung in den Vereinigten Staaten auf dem dortigen Disney Channel. Die deutschsprachige Erstausstrahlung begann am 16. September 2011 mit dem zugrundeliegenden Spielfilm auf dem Pay-TV-Sender Disney Channel.
Die zweite Staffel war im September 2011 angekündigt worden.

## Episodenliste
Einige Episoden wurden bisher nur auf dem Disney Channel in den Vereinigten Staaten ausgestrahlt. Die deutschsprachige Erstausstrahlung erfolgt in anderer Reihenfolge.
| Nummer (gesamt) | Nummer (Staffel) | Originaltitel                              | Deutscher Titel            | Erstausstrahlung (Télétoon) | Erstausstrahlung (Disney Channel USA) | Erstausstrahlung (Disney Channel Deutschland) |
| 01              | 01               | Lawn of the Dead                           | Lawn of the Dead           | 28. Februar 2011            | 27. Juni 2011                         | 23. September 2011                            |
| 02              | 02               | Three Cheers for Evil                      | Die Cheerleader des Bösen  | 1. März 2011                | 28. Juni 2011                         | 30. September 2011                            |
| 03              | 03               | Blood Drive                                | Die Blutspende             |                             | 29. Juni 2011                         | 21. Oktober 2011                              |
| 04              | 04               | Guys and Dolls                             | Kein Puppenspiel           |                             | 30. Juni 2011                         | 4. November 2011                              |
| 05              | 05               | Double Negative                            | Bitte recht böse!          | 2. März 2011                | 5. Juli 2011                          | 11. November 2011                             |
| 06              | 06               | Friday Night Fights                        | Der Coach aus dem Jenseits | 7. Mai 2011                 | 6. Juni 2011                          | 7. Oktober 2011                               |
| 07              | 07               | Smells Like Trouble                        | Das riecht nach Ärger      |                             | 7. Juli 2011                          | 18. November 2011                             |
| 08              | 08               | Die Pod                                    | Unkraut vergibt nicht      |                             | 11. Juli 2011                         | 25. November 2011                             |
| 09              | 09               | Blue Moon                                  | Der Werwolf                | 3. März 2011                | 12. Juli 2011                         | 14. Oktober 2011                              |
| 10              | 10               | Doug the Vampire Hunter                    | Doug, der Schreckensjäger  |                             | 13. Juli 2011                         | 28. Oktober 2011                              |
| 11              | 11               | The Brewed Zombie Brewed (Alternativtitel) | Das Zombie-Gebräu          |                             | 14. Juli 2011                         | 2. Dezember 2011                              |
| 12              | 12               | Three Geeks and a Demon                    | Vorsicht, bissiger Geist!  |                             | 18. Juli 2011                         | 9. Dezember 2011                              |
| 13              | 13               | Re-Vamped                                  | Die Rückkehr               |                             | 19. Juli 2011                         | 16. Dezember 2011                             |

| Nummer (gesamt) | Nummer (Staffel) | Originaltitel                       | Deutscher Titel                       | Erstausstrahlung (Télétoon) | Erstausstrahlung (Disney Channel USA) | Erstausstrahlung (Disney Channel Deutschland) |
| 14              | 01               | Welcome Back Dusker                 | Der Atem des Todes                    | 29. Juni 2012               |                                       | 1. November 2012                              |
| 15              | 02               | Say You’ll Be Maztak                | Der Sonnenkult                        | 6. Juli 2012                |                                       | 2. November 2012                              |
| 16              | 03               | Fanged And Furious                  | Vampir auf vier Rädern                | 20. Juli 2012               |                                       | 5. November 2012                              |
| 17              | 04               | Flushed                             | Grün, gefräßig und gefährlich         | 26. Juli 2012               |                                       | 6. November 2012                              |
| 18              | 05               | Mirror/RorriM                       | Spieglein, Nielgeips                  | 10. August 2012             |                                       | 8. November 2012                              |
| 19              | 06               | Village Of The Darned               | Die Maulwurf-Fängerin von Whitechapel | 24. August 2012             |                                       | 9. November 2012                              |
| 20              | 07               | Hottie Ho-Tep                       | Schief gewickelt                      | 7. September 2012           |                                       | 12. November 2012                             |
| 21              | 08               | Independence Daze                   | Gemeinsam allein                      | 14. September 2012          |                                       | 15. November 2012                             |
| 22              | 09               | Siren Song                          | Sirenengesang                         | 16. September 2012          |                                       | 13. November 2012                             |
| 23              | 10               | Jockenstein                         | Sport ist Mord                        | 21. September 2012          |                                       | 7. November 2012                              |
| 24              | 11               | Halloweird                          | Fieses oder Saures                    | 23. September 2012          |                                       | 14. November 2012                             |
| 25              | 12               | The Date To End All Dates, Part One | Die Rache des Hexers – Teil 01        | 28. September 2012          |                                       | 16. November 2012                             |
| 26              | 13               | The Date To End All Dates, Part Two | Die Rache des Hexers – Teil 02        | 5. Oktober 2012             |                                       | 16. November 2012                             |

## Preise und Nominierungen
| Jahr | Auszeichnung                    | Für                                                                                             | Kategorie                                                                                               | Resultat  |
| ---- | ------------------------------- | ----------------------------------------------------------------------------------------------- | --- | --------- |
| 2011 | Gemini Award                    | Mein Babysitter ist ein Vampir                                                                  | Beste dramatische Miniserie oder Fernsehfilm                                                            | Nominiert |
| 2011 | Gemini Award                    | Atticus Mitchell                                                                                | Beste Performance von einem Schauspieler in einer Nebenrolle in einer dramatischen Serie oder Miniserie | Nominiert |
| 2011 | Directors Guild of Canada Award | Bruce McDonald                                                                                  | Beste Regie in einem Fernsehfilm oder einer Miniserie                                                   | Nominiert |
| 2011 | Directors Guild of Canada Award | Ingrid Jurek                                                                                    | Bestes Design in einem Fernsehfilm oder einer Miniserie                                                 | Nominiert |
| 2011 | Directors Guild of Canada Award | Robert Hegedus, Marvyn Dennis, Kevin Howard, Mark Beck, Gren-Erich Zwicker und Richard Calistan | Beste Musik in einem Fernsehfilm oder einer Miniserie                                                   | Nominiert |
| 2012 | Young Artist Award              | Matthew Knight                                                                                  | Bester Hauptdarsteller in einer Fernsehserie                                                            | Nominiert |